# Cyrrhestique

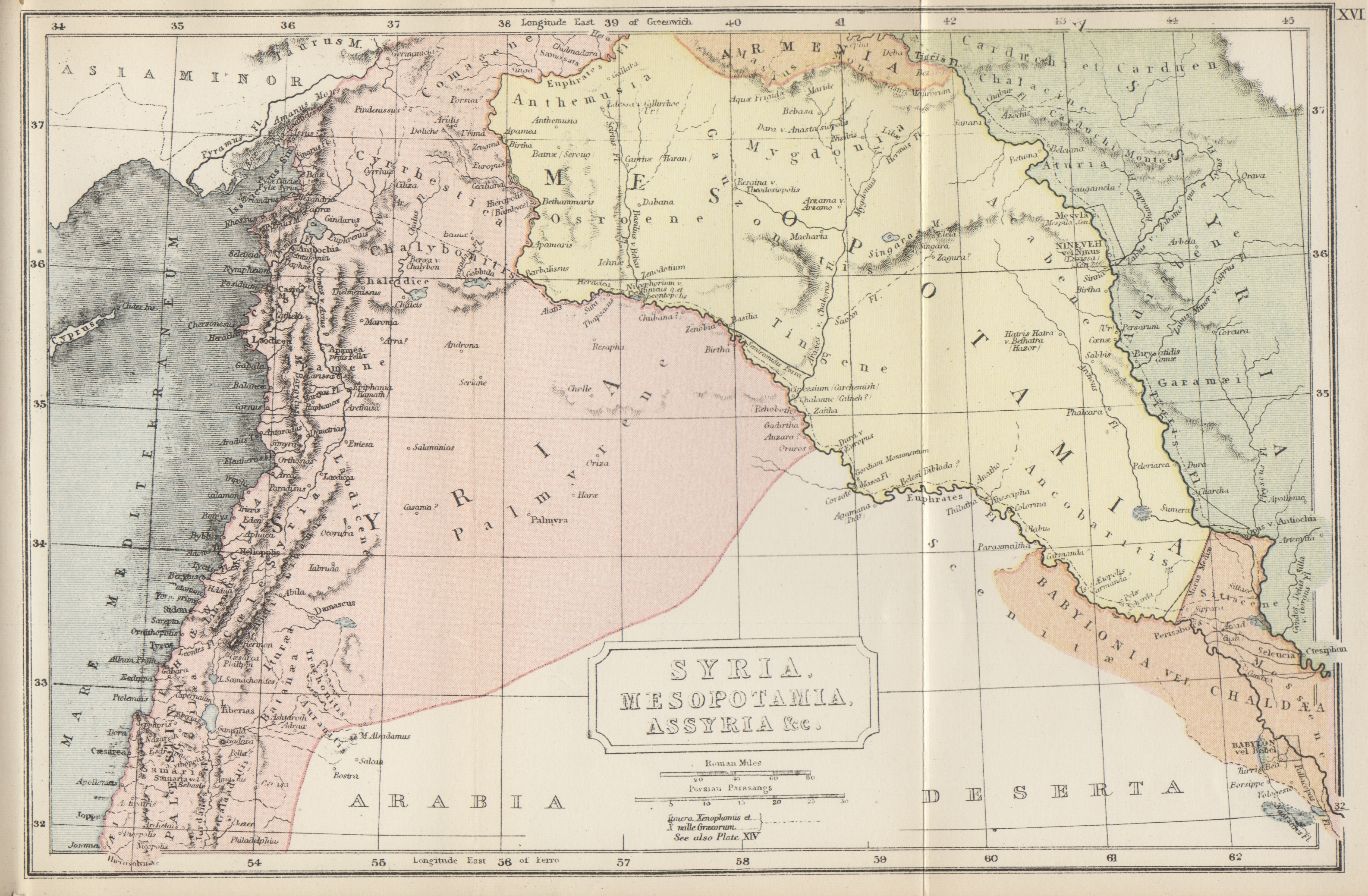
Carte de l'ancienne Syrie avec la Cyrrhestique au Nord

La Cyrrhestique (en grec : Κυρρηστική) est une partie de l'ancienne Syrie dans le Nord de celle-ci.

## Situation
A l'Est de la plaine d'Antioche et des monts Amanus, elle était délimitée à l'Est par l'Euphrate et au Nord par la Commagène. 

## Histoire
Zone fertile, bien arrosée, et abondamment peuplée occupant la rive droite de l'Euphrate, elle a été le théâtre de la campagne dans laquelle Ventidius a défait Pacorus Ier et vengé Crassus et l'armée romaine qui était tombée à Carrhae.
Constantin l'incorpore à la Commagène pour créer l'Euphratèse. 

## Villes principales
- Hierapolis Bambyce
- Zeugma
- Birtha
- Beroe
- Batnae
- Cyrrhus